# Лунвожпал
Лунвожпа́л, верхня течія — Войво́ж (рос. Лунвожпал, Войвож) — річка в Республіці Комі, Росія, ліва притока річки Лун-Вожпал, лівої твірної річки Палью, лівої притоки річки Ілич, правої притоки річки Печора. Протікає територією Троїцько-Печорського району.
Річка протікає на південний захід, північний захід, північний схід, північний захід та захід.
Притоки:
- ліві — Лунвож, Кузьандрійвож